# Vansbro
Vansbro es una localidad sueca (tätort), sede del municipio homónimo, en la provincia de Dalarna y la región de Svealand. Tenía una población de 2137 habitantes en 2023, en un área de 3,57 km². La ciudad está localizada al final del riachuelo Vanån (río Van), el principal afluente del río Västerdal, 82 km al oeste de Borlänge.

## Historia
El asentamiento es mencionado por primera vez como Wahnbro o Wansbro en varios textos de principios del siglo xviii, incluso en una obra del naturalista Carlos Linneo. La parte «bro» del nombre (puente en sueco) se refiere a un simple puente de balsas de madera sobre el Vanån. La confluencia de estos dos ríos fue de gran importancia para la maderada y, por lo tanto, para la industria maderera de toda la región. Además de los trabajadores en las balsas y los transbordadores, inicialmente solo unas pocas personas se establecieron en Vansbro.

## Demografía
| Gráfica de evolución demográfica de Vansbro entre 1960 y 2015 |
|                                                               |
| Oficina Central de Estadísticas de Suecia                     |